# Північний Дарфур

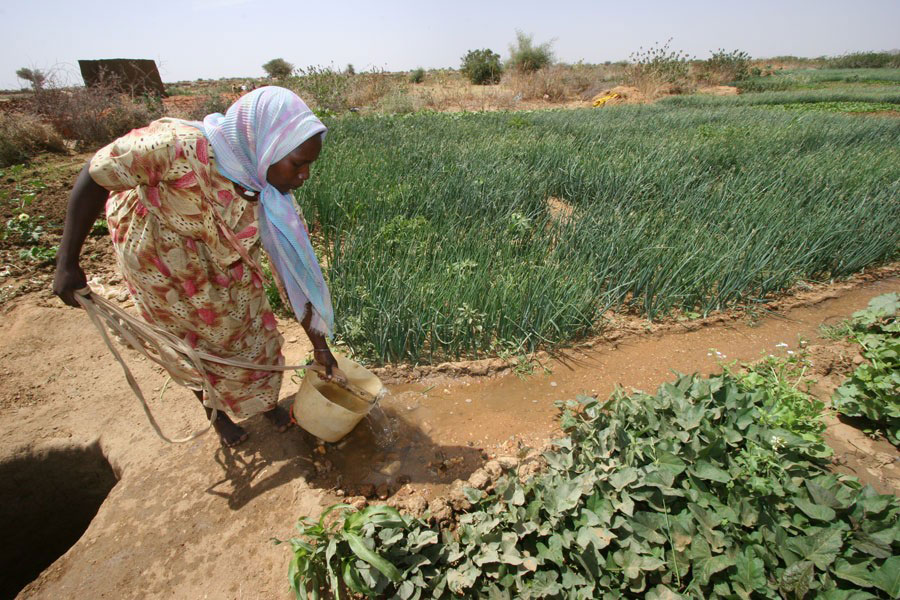

Північний Дарфур (араб. شمال دارفور; трансліт: Shamal Darfor) — один з 18 штатів (вілаятів) Судану.
- Територія 296 420 км².
- Населення 2 113 626 чоловік (на 2008).

Адміністративний центр — місто Ель-Фашир.
Штат межує з Чадом на заході та з Лівією на північному заході. 

## Адміністративний поділ

Адміністративний поділ штату

Штат ділиться на 5 округів (дистриктів):
1. Мелліт (Mellit)
2. Кутум (Kutum)
3. Кабкабія (Kabkabiya)
4. Аль-Фашер (Al Fasher)
5. Ум-Кадада (Um Kadada)